# Tổ chức Di trú Quốc tế
Tổ chức Di trú quốc tế là một tổ chức liên chính phủ được thành lập năm 1951 với tư cách là Ủy ban liên chính phủ về di trú châu Âu (Intergovernmental Committee for European Migration) (ICEM) để giúp tái định cư những người phải di chuyển chỗ ở trong chiến tranh thế giới thứ 2. Nhiệm vụ của nó đã phát triển rộng khắp theo thời gian và hiện nay Tổ chức này hoạt động trong lĩnh vực di trú và các vấn đề liên quan đến di trú trên toàn thế giới. Tổ chức này hiện là cơ quan thuộc Liên Hợp Quốc.
IOM hoạt động chặt chẽ với các đối tác chính phủ, liên chính phủ và phi chính phủ trên toàn cầu. IOM tận tâm giúp đỡ các chính phủ và người di cư trong việc thúc đẩy di cư nhân đạo và trật tự. Hiến chương IOM công nhận mối liên hệ giữa di cư và sự phát triển kinh tế, xã hội và văn hóa cũng như quyền về tự do di chuyển. IOM hoạt động hướng tới các giải pháp thực tế cho các vấn đề di cư, cung cấp giúp đỡ nhân đạo cho người di cư có nhu cầu, và hợp tác cùng các đối tác để thúc đẩy hợp tác quốc tế về các vấn đề di cư.
IOM bắt đầu hoạt động tại Việt Nam từ năm 1987 và hiện đang hoạt động trong khuôn khổ Hiệp định Hợp tác với chính phủ Việt Nam. Phái đoàn IOM Việt Nam được đặt tại Hà Nội và văn phòng chi nhánh tại Thành phố Hồ Chí Minh. IOM Việt Nam có đội ngũ nhân viên được đào tạo chuyên sâu và giàu kinh nghiệm để hỗ trợ Chính phủ và nhân dân Việt Nam trong lĩnh vực di cư.
Các hoạt động của IOM Việt Nam liên quan tới phúc lợi và chất lượng cuộc sống của nhân dân Việt Nam, đặc biệt là người di cư và di biến động. Sứ mệnh của IOM chú trọng vào di cư an toàn và tính di động.
Phái đoàn IOM tại Việt Nam đặt văn phòng chính tại Hà Nội và Văn phòng chi nhánh tại TP Hồ Chí Minh với đội ngũ cán bộ nhiều kinh nghiệm và tận tụy nhằm giúp Chính phủ và người dân Việt Nam trong lĩnh vực di cư. IOM bắt đầu các hoạt động tại Việt Nam vào năm 1987 trong khuôn khổ Biên bản ghi nhớ với Bộ Ngoại giao. IOM có các mối quan hệ hợp tác với các cơ quan như Bộ Ngoại giao, Bộ Lao động, Thương binh và Xã hội, Bộ Công an, Bộ Giao thông, Bộ Y tế, Bộ Nông nghiệp và Phát triển Nông thôn, Hội Liên hiệp Phụ nữ, một số cơ quan khác và đã tiến hành nhiều hoạt động dự án khắp cả nước.
Làm việc cùng các cơ quan đối tác của IOM trong Nhóm quốc gia Liên Hợp quốc (UNCT) đã mang lại sự hiệp lực và tác động phát triển lớn hơn cho người dân. Bằng cách này, IOM giữ vai trò không tách rời trong Sáng kiến Một Liên hợp quốc ở Việt Nam – Sáng kiến mà có được thành công là nhờ vai trò lãnh đạo mạnh mẽ của Chính phủ Việt Nam, Nhóm quốc gia Liên Hợp Quốc tận tụy, và cộng đồng các nhà tài trợ luôn ủng hộ. Mục đích của Sáng kiến Một Liên Hợp Quốc ở Việt Nam bao gồm sự thích hợp và gắn kết tăng cường của Liên Hợp Quốc tại Việt Nam, sự phát triển và hiệu quả sử dụng viện trợ gia tăng, và đảm bảo tính hiệu quả và tiết kiệm chi phí.

## Dòng thời gian
Việt Nam trở thành thành viên của IOM:
- Năm 1989 - IOM thành lập một Tổ công tác tại Thành phố Hồ Chí Minh để phối hợp với Cao ủy Liên Hợp Quốc về Người tị nạn (UNHCR) và Sở Ngoại vụ - một bộ phận thuộc Bộ Ngoại giao nước Cộng hoà xã hội chủ nghĩa Việt Nam (CHXHCNVN), trong việc thực hiện Chương trình Ra đi Có trật tự (ODP) với việc cung cấp kiểm tra sức khỏe và thu xếp đi lại cho người di cư.
- Năm 1990 - IOM đã đáp lại yêu cầu của Chính phủ và thu xếp cho việc sơ tán khoảng 14.000 công nhân Việt Nam từ Iraq trở về nước trước khi Chiến tranh vùng Vịnh xẩy ra.
- Năm 1991 - IOM đã ký Bản ghi nhớ với Chính phủ nước CHXHCNVN để thiết lập mối quan hệ chính thức. IOM mở Văn phòng Phái đoàn tại Hà Nội và chính thức tiếp quản chương trình ODP từ UNHCR.
- Năm 1993 – Hợp tác với VINACONEX và LOD - hai công ty xuất khẩu lao động hàng đầu, IOM đã cung cấp các khóa đào tạo tiếng Anh cho người lao động di cư trước khi ra nước ngoài lao động.
- Năm 1996 – IOM bắt đầu thực hiện dự án cung cấp "Hỗ trợ Hồi hương và Tái hòa nhập đối với Nạn nhân bị mua bán trở về" với sự hợp tác của Hội Liên hiệp Phụ nữ tỉnh Lạng Sơn .
- Năm 1997 - Hợp tác với Trung ương Hội Liên hiệp Phụ nữ Việt Nam, IOM đã tổ chức hội thảo về phòng chống mua bán phụ nữ và trẻ em ở miền Bắc và miền Nam. Đây là những hội thảo đầu tiên ở Việt Nam trong lĩnh vực phòng chống buôn bán người.
- Năm 1998 – IOM đã thực hiện dự án thí điểm "Chiến dịch Truyền thông Quốc gia Phòng-Chống Buôn bán người" với Hội Liên hiệp Phụ nữ Việt Nam tại 8 tỉnh, thành phố.
- Năm 2000 - IOM và Trung ương Hội LHPN Việt Nam thực hiện Chiến dịch Truyền thông Quốc gia Phòng-Chống Buôn bán người tại một số tỉnh và thành phố lựa chọn ở Việt Nam. Chiến dịch đã giúp nâng cao nhận thức của cộng đồng về mối nguy hiểm của nạn Buôn bán người. IOM bắt đầu tham gia vào chương trình khu vực dài hạn để hỗ trợ Hồi hương và Tái hòa nhập cho nạn nhân bị buôn bán ở các nước thuộc Tiểu vùng sông Mekong. IOM đã triển khai dịch vụ hỗ trợ xin thị thực để giúp công dân Việt Nam trong việc xin thị thực nhập cảnh Canada.
- Năm 2002 - Với sự hỗ trợ của IOM, Bộ Ngoại giao đã đảm nhiệm vai trò thư ký của Tiến trình Tham vấn Liên chính phủ khu vực châu Á - Thái Bình Dương (APC) về Người tị nạn, Người bị di rời và Người di cư. Việt Nam đã tổ chức Hội nghị APC toàn thể lần thứ 7.
- Năm 2004 - IOM đã  hỗ trợ Hội LHPN Việt Nam với các hoạt động xây dựng năng lực trong công tác phòng chống buôn bán phụ nữ và trẻ em, và hỗ trợ Mái ấm Bông Hồng nhỏ tại thành phố Hồ Chí Minh về tái hòa nhập dành cho trẻ em bị buôn bán và dễ bị tổn thương.
- Năm 2005 - Theo thỏa thuận với Chính phủ Úc, IOM bắt đầu cung cấp hỗ trợ xin thị thực cho người dân có nhu cầu du lịch hoặc di cư đến Úc.
- Năm 2006 – IOM đã hỗ trợ Chính phủ Việt Nam thực hiện Hiệp định Song phương giữa Chính phủ Hoàng gia Campuchia và Chính phủ nước Cộng hoà xã hội chủ nghĩa Việt Nam về hợp tác nhằm Loại bỏ Nạn buôn bán phụ nữ và trẻ em và Hỗ trợ nạn nhân bị buôn bán ký ngày 10 tháng 10, 2005.
- Năm 2007 - IOM đã hoàn thành nghiên cứu để nâng cao hiểu biết về tình hình bạo lực đối với người lao động di cư nữ ở Việt Nam và cung cấp thông tin chính xác về nhận thức, trải nghiệm và phản ứng của di cư nữ đối với bạo lực giới, mà có thể được sử dụng để hỗ trợ các nỗ lực vận động thông qua việc xây dựng chính sách và chương trình.
- Năm 2008 - Trung tâm Tiếp nhận ban đầu dành cho nạn nhân bị buôn bán tỉnh An Giang đã được hoàn thành vào tháng 07 với sự hỗ trợ kỹ thuật của IOM và hỗ trợ tài chính của Cục Dân số, Người tị nạn và Di cư thuộc Bộ Ngoại giao Hoa Kỳ.
- Năm 2009 - Trung tâm Tiếp nhận tỉnh Lào Cai dành cho nạn nhân bị buôn bán trở về đã bắt đầu cung cấp hỗ trợ cho các nạn nhân. Hỗ trợ bao gồm tư vấn, hỗ trợ tâm lý xã hội, giáo dục kỹ năng sống, đào tạo nghề, giới thiệu việc làm, hỗ trợ sinh kế/sản xuất bền vững, phòng chống HIV, chăm sóc sức khỏe, trợ giúp pháp lý, và hỗ trợ hồi hương và tái hòa nhập.
- Năm 2010 - Thứ trưởng Ngoại giao nước Cộng hoà xã hội chủ nghĩa Việt Nam, ông Nguyễn Thanh Sơn, và Tổng Giám đốc IOM, ông William Lacy Swing đã ký Hiệp định hợp tác mới nhằm củng cố mối quan hệ giữa Việt Nam và IOM. Hiệp định đã đưa mối quan hệ chặt chẽ giữa Việt Nam và IOM lên một nền tảng mới, mạnh mẽ hơn, và tạo ra nhiều cơ hội mới cho hợp tác tăng cường để đáp ứng những thách thức di cư của Việt Nam.
- Năm 2011 - Trung tâm Tiếp nhận tỉnh An Giang tiếp tục thực hiện nhiệm vụ quan trọng với sự hỗ trợ kỹ thuật của IOM và hỗ trợ tài chính từ Cô-oét .
- Năm 2011 - Trong thời gian khủng hoảng Libya, IOM đã hỗ trợ Việt Nam trong việc phản ứng nhanh và thành công để đưa 10.500 người lao động di cư Việt Nam từ Libya về nước.
- Năm 2012 - IOM đã hỗ trợ Chính phủ Việt Nam/Bộ Ngoại giao thực hiện và công bố thành công Hồ sơ di cư đầu tiên của Việt Nam - "Tổng quan về Di cư của công dân Việt Nam ra nước ngoài". Với sự hợp tác của Cục Quản lý Lao động ngoài nước, Bộ Lao động, Thương binh và Xã hội (MOLISA), Văn phòng hỗ trợ người di cư (MRC) đầu tiên đã được thành lập tại Hà Nội, và hợp tác về hồi hương và tái hòa nhập cho những nạn nhân bị buôn bán cũng đã được tăng cường. Phối hợp với Bộ Công an (MPS), những nỗ lực chung chống nạn buôn bán người cũng như đưa người trái phép đã được tăng cường. Cũng trong năm này, IOM đã tham gia toàn diện vào phương thức "Thống nhất trong Hành động" của Liên Hợp Quốc tại Việt Nam.
- Năm 2013 - Hợp tác với Cục Quản lý Xuất nhập cảnh (MPSI), IOM đã tổ chức hội thảo khu vực đầu tiên về phòng chống đưa người trái phép tại Hà Nội. Một dự án về giới và di cư đã được thực hiện tại tỉnh Đồng Tháp với sự hợp tác của ADB và các đối tác Việt Nam, kể cả Hội Liên hiệp Phụ nữ Việt Nam.
- Năm 2014 – Hợp tác với Cục Quản lý Xuất nhập cảnh/MPSI và Bộ tư lệnh Bộ đội Biên phòng, IOM đã tổ chức hội thảo chính sách về quản lý hiệu quả các dòng di cư hợp pháp và trái phép ngày càng đa dạng ở Việt Nam và một chuỗi các tập huấn dành cho giảng viên (ToT) về phòng chống và phát hiện mua bán người và đưa người trái phép. Với sự hợp tác của Bộ đội Biên phòng và Hội Liên hiệp Phụ nữ Việt Nam ở cấp tỉnh, một chiến dịch truyền thông để ngăn chặn di cư trái phép từ Việt Nam sang Úc đã được thực hiện tại 3 tỉnh mục tiêu, gồm Nghệ An, Hà Tĩnh và Vũng Tàu. IOM cũng đồng tài trợ cho nghiên cứu về tính dễ bị tổn thương của người di cư với bệnh sốt rét để hiểu rõ mối liên quan giữa di cư và dịch tễ học của sốt rét kháng artemisnin tại tỉnh Bình Phước của Việt Nam. IOM đã thực hiện hợp phần nghiên cứu của dự án toàn cầu về chính sách và nghiên cứu "Di cư, Môi trường và Biến đổi khí hậu: Bằng chứng cho chính sách" (MECLEP), bao gồm đánh giá chính sách thích ứng khí hậu và nghiên cứu thực nghiệm của mối liên hệ giữa di cư và biến đổi khí hậu.
- Năm 2015 - IOM hợp tác chặt chẽ với Bộ Ngoại giao/Cục Lãnh sự (MoFA/CD) để thực hiện dự án nhằm thúc đẩy các chính sách di cư thân thiện với phát triển tại Việt Nam. Hợp tác với Cục Cửa khẩu, IOM đã tổ chức hội thảo nhằm thúc đẩy thảo luận và chia sẻ thông tin giữa các đối tác Việt Nam, các chuyên gia quốc tế và các đối tác chính phủ nước ngoài nhằm nâng cao hiệu quả của hoạt động phòng chống đưa người trái phép. IOM phối hợp với Cục Lãnh sự, Bộ Ngoại giao tổ chức Hội thảo khu vực về người di cư trong khủng hoảng tại Tiểu vùng sông Mekong mở rộng và Malaysia. IOM cũng tăng cường nỗ lực trong các lĩnh vực phòng chống buôn bán người tại các đặc khu kinh tế và hành lang kinh tế, đặc biệt ở tỉnh Tây Ninh và Quảng Trị. IOM đã trợ giúp nhân đạo để hồi hương an toàn 111 ngư dân Việt Nam từ Liên bang Micronesia và 1 từ Papua New Guinea.